# Kanał Dębicki
Kanał Dębicki – kanał wodny w Szczecinie w Dolinie Dolnej Odry na Międzyodrzu, w woj. zachodniopomorskim. Jest częścią akwatorium portu morskiego w Szczecinie.

## Nawigacja, locja
Rozciąga się w osi N-S. Wejście do kanału tylko od północy, gdzie u zbiegu z Kanałem Grabowskim zlokalizowana jest obrotnica o średnicy 220 m. Nabrzeża portowe znajdują się przy zachodnim (Nabrzeże Niemieckie, Słowackie, Czeskie), południowym (Nabrzeże Spółdzielcze) i wschodnim (Nabrzeże Fińskie) brzegu kanału. 
Nabrzeże Słowackie wykorzystywane jest głównie do przeładunku zbóż i śruty, Przy Nabrzeżu Czeskim odbywa się przeładunek kontenerów i drobnicy konwencjonalnej. Na Nabrzeżu Fińskim znajduje się nowoczesny terminal kontenerowy wyposażony w dwie suwnice kontenerowe STS.
Żeglowna szerokość kanału wynosi około 80 m, co powoduje, że na kanale mogą obrócić się statki o długości do 70 m. Jednostki o większej długości muszą odchodzić rufą od nabrzeży Czeskiego i Słowackiego i obracać się na obrotnicy.

## Historia
Powstał podczas budowy bądź rozbudowy szczecińskiego portu wolnocłowego na przełomie XIX/XX w., przez przekopanie części ówczesnej wyspy Ostrów Grabowski od Kanału Grabowskiego na północy do Duńczycy na południu i usypanie grobli przegradzającej rzekę w południowo-zachodniej części nowo powstałego kanału. Początkowo był połączony z pozostałymi basenami i kanałami portowymi za pośrednictwem Duńczycy uchodzącej do jeziora Dąbie. Współcześnie, w jego południowo-wschodniej części usypano kolejną groblę łączącą Ostrów Grabowski z Łasztownią zaślepiając tym samym południowy kraniec Kanału Dębickiego.
Polską nazwę wprowadzono urzędowo w 1949 roku, zmieniając poprzednią niemiecką – Breslauer Fahrt.

## Program „Poprawa dostępu do portu w Szczecinie w rejonie Kanału Dębickiego”
Realizowany w szczecińskim porcie wieloletni program pod nazwą „Poprawa dostępu do portu w Szczecinie w rejonie Kanału Dębickiego” zakłada m.in.:
- pogłębienie Kanału Dębickiego do głębokości technicznej 12,5 m i jego poszerzenie (na całej długości) do 200 m
- modernizację nabrzeży: Słowackiego, Czeskiego, Spółdzielczego
- wybudowanie Nabrzeża Norweskiego (jako przedłużenie Nabrzeża Fińskiego) o długości 300 m z przeznaczeniem na przeładunki kontenerów i drobnicy konwencjonalnej
- wybudowanie Nabrzeża Duńskiego (będącego przedłużeniem Nabrzeża Norweskiego) o docelowej długości 788  m